# Alefoso Yalayalatabua
Pas d'image ? Cliquez ici

b Matchs officiels uniquement.
Alefoso Yalayalatabua, né le 22 janvier 1977 dans la province de Suva des îles (Fidji) et mort le 18 juillet 2020, est un joueur fidjien de rugby à XV qui joue avec l'équipe des Fidji, évoluant au poste de pilier (1,83 m pour 105 kg).

## Carrière

### En club
- Highlanders 2007 (Colonial Cup)  Fidji
- Fiji Warriors 2007 (Pacific Rugby Cup)  Fidji

### En équipe nationale
Alefoso Yalayalatabua a eu sa première cape internationale le 19 mai 2007, à l'occasion d'un match contre l'équipe des Samoa.

## Palmarès
Alefoso Yalayalatabua compte dix sélections avec l'Équipe des Fidji de rugby à XV entre 2007 et 2010, dont deux en 2007, une en 2008, quatre en 2009 et trois en 2010.
Il dispute une rencontre de coupe du monde en  2007 contre l'Australie.